# Amt Oelde
Das Amt Oelde war ein Amt im Kreis Beckum in Nordrhein-Westfalen, Deutschland mit Sitz in Oelde. Durch das Münster/Hamm-Gesetz wurde das Amt zum 1. Januar 1975 aufgelöst.

## Geschichte
Im Rahmen der Einführung der Landgemeindeordnung für die Provinz Westfalen wurde 1845 im Kreis Beckum das Amt Oelde gegründet. Es ging aus der bereits bestehenden Bürgermeisterei Oelde hervor und umfasste die Stadt Oelde sowie die Gemeinden Kirchspiel Oelde, Stromberg und Ennigerloh.
1899 wurde innerhalb des Amtes die Gemeinde Neubeckum neu gebildet. 1910 schieden Neubeckum und Ennigerloh aus dem Amt Oelde aus und bildeten jeweils ein eigenes Amt.
Durch das Soest/Beckum-Gesetz wurden zum 1. Juli 1969 die Gemeinde Kirchspiel Oelde sowie die Gemeinde Sünninghausen aus dem Amt Beckum in die Stadt Oelde eingemeindet, wodurch das Amt nur noch aus den Städten Oelde und Stromberg bestand.
Durch das Münster/Hamm-Gesetz wurden am 1. Januar 1975 schließlich auch Stromberg nach Oelde eingemeindet und das Amt Oelde aufgelöst. Rechtsnachfolger des Amtes ist die Stadt Oelde.

## Einwohnerentwicklung
| Jahr | Einwohner | Quelle |
| ---- | --------- | ------ |
| 1858 | 7.656     | [ 3 ]  |
| 1871 | 8.124     | [ 4 ]  |
| 1885 | 9.505     | [ 5 ]  |
| 1910 | 16.067    | [ 6 ]  |
|      |           |        |
| 1939 | 11.579    | [ 7 ]  |
| 1950 | 16.943    | [ 8 ]  |
| 1974 | 27.277    | [ 8 ]  |

Das Amt wurde 1910 verkleinert.